# Max Richter (tecknare)
Johann August Max Richter, född 6 augusti 1888 i Tyskland, död 19 november 1970 i Högalids församling i Stockholm, var en vetenskaplig tecknare som var i huvudsak verksam i Sverige.
Richter målade ett stort antal skolplanscher för svenska förlag som P. A. Norstedt & Söner och Gunnar Saietz AB. Hans planscher har främst biologiska motiv, såsom växter, djur och mänsklig anatomi.